# Pío V
Pío V (en latín: Pius PP. V), de nombre secular Antonio Michele Ghislieri (Bosco, 17 de enero de 1504-Roma, 1 de mayo de 1572) fue el 225.º papa de la Iglesia católica y soberano de los Estados Pontificios entre 1566 y 1572. Fue canonizado por el papa Clemente XI en 1712.

## Carrera eclesiástica
A la edad de catorce años entró en la Orden de Predicadores, tomando el nombre de Michele, primero en el monasterio de Voghera, luego en el de Vigevano y después en Bolonia. Fue ordenado presbítero en Génova en 1528 y radicó en Pavía, donde predicó durante dieciséis años.
Pronto dio muestras de sus opiniones, cuando expuso en Parma treinta tesis en defensa del papado y contra las herejías de su tiempo. En contraste con la laxitud moral imperante a la sazón en la Iglesia católica, Ghislieri se mostró severo y estricto, lo cual le granjeó cierta fama entre sus superiores como un enérgico disciplinario y fue nombrado inquisidor en Como. Su celo reformista provocó, sin embargo, tales resentimientos que fue obligado en 1550 a regresar a Roma, donde, después de haber servido en diversas misiones inquisitoriales fue elegido al comisariado de la Santa Sede. 
El papa Paulo IV (1555-59), quien siendo cardenal ya le había mostrado su favor, le confirió el cargo de obispo de las diócesis de Sutri y Nepi, el cardenalato con el título de Alejandrino y el honor (único para alguien que no tenía rango pontificio) de ser comisario general de la Inquisición romana.
Bajo el papa Pío IV (1559-65) se convirtió en obispo de Mondovì en el Piamonte, pero su oposición al pontífice propició su despido del palacio y el fin de su autoridad como inquisidor.
Antes de que Ghislieri pudiera retomar su episcopado, Pío IV murió y el 7 de enero de 1566 Ghislieri fue elegido para la silla papal como Pío V; gracias a sus protegidos y amigos se logró que su coronación coincidiera con su cumpleaños, diez días después.
El mismo año de su elección se reunió la Dieta de Augsburgo, asamblea general del Sacro Imperio Romano Germánico, el 26 de marzo de 1566. Pío V impuso, a través de sus representantes, las nuevas directrices del Concilio de Trento en los estados católicos de Alemania, intentando detener de este modo la influencia de la Reforma Protestante en esos territorios y dando inicio efectivo a la Contrarreforma o Reforma católica.

## Pontificado

### Reforma de la Iglesia
Empeñado en la renovación moral de la Iglesia, Pío V comunicó a los obispos y párrocos que se encontraban en Roma su intención de hacer cumplir estrictamente el decreto tridentino de residencia de los eclesiásticos. Los desobedientes a la orden del papa fueron depuestos de sus cargos o encarcelados en el Castillo de Sant'Angelo.
Mediante la bula papal De Salutis Gregis Dominici del 1 de noviembre de 1567, prohibió a toda la cristiandad católica realizar corridas de toros bajo pena de excomunión a perpetuidad. No obstante, a petición de Felipe II (“por los provechos que había solido derivarse de esta clase de corridas para sus Reinos de las Españas”), la Iglesia modificaría esta declaración pocos años más tarde limitando la exclusión y el mandato de apartamiento de los toros, única y exclusivamente, a sus clérigos. Gregorio XIII, en la Bula “Exponi nobis”, fechada el 25 de agosto de 1575, apostilló que no se dieran corridas los festivos religiosos y que se evitara, "en lo posible", la muerte de las personas.
Mediante la bula papal Horrédum Illud Scelus del 30 de agosto de 1568, decretó la degradación del estado eclesiástico y la entrega al poder secular para que sea conducido al suplicio a cualquier clérigo católico culpable de sodomía homosexual.

#### Reforma de la corte pontificia
Entre sus primeras acciones llevó a cabo una drástica reducción de los trabajadores domésticos que servían en el Palacio Apostólico –residencia de los pontífices–. Los empleados que continuaron sirviendo al pontífice debían recibir clases sobre materias teológicas y filosóficas en el Palacio Apostólico y recibir los sacramentos cada dos semanas. A los clérigos de la corte se les ordenó llevar el traje clerical y no descuidar la celebración de la misa.
Pío V obligó a los miembros de la Guardia Suiza –guardia personal de los pontífices– a casarse con sus concubinas o a despedirlas.

#### Reforma del Colegio de los Cardenales
Pío V exhortaba frecuentemente a los cardenales a llevar vidas de simplicidad y piedad. Además obligó a los cardenales que poseyeran obispados, abandonar Roma inmediatamente y dirigirse a sus respectivas diócesis.
El papa preocupado por la inmoralidad sexual de algunos cardenales –Inocencio Ciocchi Del Monte recibió la orden de Pío V de residir en la Abadía de Montecasino para reformar su conducta– y la codicia de otros –Hipólito II de Este había sido descubierto intentando comprar votos para un futuro cónclave– nominó al cardenalato a religiosos de vida ejemplar con el objetivo de mejorar la calidad moral del colegio cardenalicio.

#### Reforma de las Congregaciones
Antes de Pío V, los anteriores pontífices habían apoyado la venalidad de los cargos en la Curia Romana. El papa despidió a los empleados que habían comprado sus cargos y prohibió su compra-venta en el futuro.
El papa reformó la Cámara Apostólica, la Dataría Apostólica y la Penitenciaría Apostólica; eliminando la simonía y los abusos de sus empleados.

#### Reforma del clero romano
En 1556 Pío V como obispo de la diócesis de Roma realizó una visita pastoral a las iglesias y hospitales de Roma.
En las visitas a las iglesias Pío V velaba por la calidad de los ornamentos sagrados, se enteraba de la conducta de los presbíteros y los exhortaba a una vida en santidad; en los hospitales, Pío V atendía personalmente a los enfermos.
En marzo de 1567, Pío V mandó examinar cuidadosamente a todos los confesores de las iglesias de Roma, y alejar a los incapaces. En la ordenación de nuevos clérigos Pío V impuso que los nuevos aspirantes rindieran antes un examen de idoneidad antes de recibir el orden sacerdotal.
Pío V ordenó a los párrocos de Roma vestir el traje clerical, enseñar a los niños el catecismo, visitar a los enfermos y velar que reciban los sacramentos.

#### Reforma de los ciudadanos romanos
Inmediatamente después de su elevación al trono pontificio, Pío V trasmitió el deseo de eliminar la inmoralidad de los ciudadanos civiles residentes en Roma.
Se decretaron penas draconianas destinadas a eliminar el juego, el lujo en la vestimenta, la blasfemia, la perturbación de los oficios religiosos, noticias falsas, la profanación del domingo, los excesos en el carnaval, el adulterio, el concubinato y los excesivos gastos en los convites y bodas.
La prostitución, la mendicidad y las  corridas de toros fueron prohibidas en los Estados Pontificios. Las prostitutas fueron obligadas a hacer penitencia o marchar al exilio.

#### Ejecución de los decretos conciliares
La primera disposición importante del papa Ghislieri relativa a la puesta por obra de los decretos tridentinos fue la publicación en 1566 del Catecismo Romano empezado bajo el mandato de su predecesor Pío IV.
Mediante la bula papal Quod a Nobis del 9 de julio de 1568, Pío V publicaba la primera edición típica del Breviario, que establecía de modo estable para lo sucesivo la regla del oficio divino en el ámbito del rito romano. 
En 1570, Pío V encargó la publicación de la primera edición de la opera omnia de santo Tomás de Aquino, a quien proclamó Doctor de la Iglesia en 1567. La publicación se llevó a cabo en el studium generale dominico de la iglesia de Santa María sobre Minerva –que, en 1577, sería transformado en el Colegio de Santo Tomás, y, durante el siglo XX, en la Universidad Pontificia de Santo Tomás de Aquino, también conocida como Angelicum.
Mediante la bula papal Quo primum tempore de 1570, Pío V hizo de la misa que con ella promulgó por decreto del Concilio de Trento el único modelo para la Iglesia latina, excepto allí donde la liturgia de la misa fuera anterior a 1370 y aún estuviera en uso. En 1970, exactamente cuatro siglos más tarde, el papa Pablo VI publicó por decreto del Concilio Vaticano II un nuevo misal.
Otra iniciativa del papa a favor de la ortodoxia fue la creación de la Congregación del Índice en 1571 con el objeto de mantener actualizado el Index Librorum Prohibitorum.

#### Pío V y la Inquisición
Ocurrida la muerte del papa Paulo IV los ciudadanos romanos habían provocado la destrucción del palacio de la Inquisición. Michele Ghislieri elevado al pontificado inició la construcción de un nuevo palacio, aumentando las cárceles y la protección contra los asaltantes.
Contra las personas que emprendieran acciones contra los miembros de la inquisición y sus propiedades, Pío V emitió un decreto condenando a la excomunión a los infractores de tales delitos.
Pío V confió a la Inquisición romana la tarea de reprimir la sodomía homosexual, la adivinación, la astrología, la nigromancia, la brujería, la magia y la práctica de la alquimia.
Mediante la bula papal Hebraeorum gens del 26 de febrero de 1569, Pío V decretó el destierro de los judíos que habitaban los Estados Pontificios –acusados de practicar la adivinación y la nigromancia–, a excepción de aquellos que habitaran en Roma y Ancona.

### Política internacional

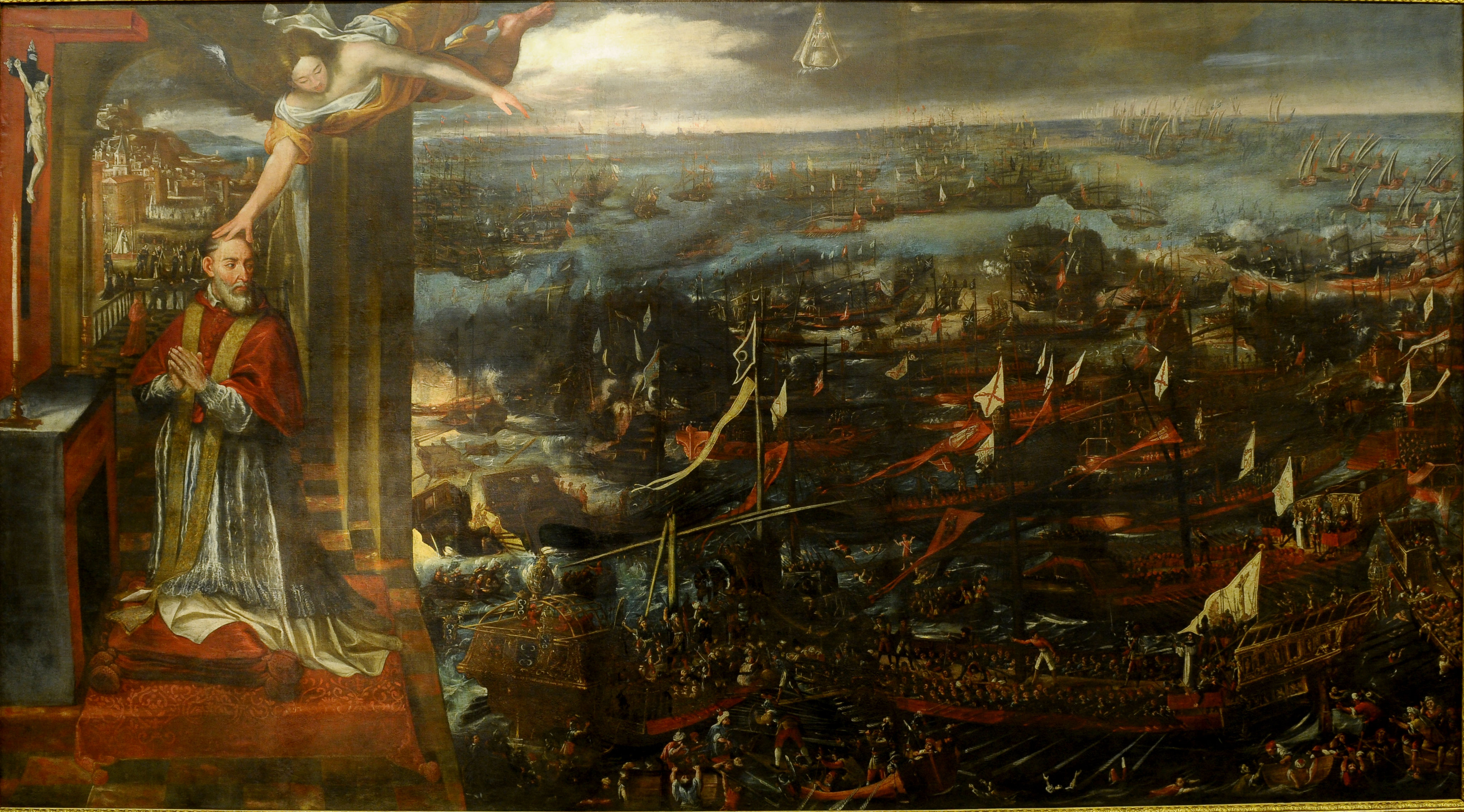
Revelación a Pío V de la victoria de la Santa Liga en Lepanto

Mediante la bula papal In cœna Domini se proclamó la supremacía de la Iglesia de Roma y de su cabeza visible sobre todos los poderes civiles y sobre quienes los ostentaban.
Mediante la bula papal Regnans in Excelsis del 25 de febrero de 1570, Pío V declaró hereje a Isabel I de Inglaterra, liberando a sus súbditos de la obediencia hacia ella y autorizando a cualquier católico para asesinarla y a cualquier monarca católico para destronarla.
Pío V financió con cargo al erario pontificio la participación de la Iglesia en las guerras santas en Francia contra los hugonotes.
Contra el Imperio Otomano, promovió la Liga Santa que quedó constituida por España, Venecia y los propios Estados Pontificios, con participación genovesa. Al frente de las fuerzas combinadas, Pío V puso a don Juan de Austria, medio hermano del rey Felipe II de España, a quien definió, utilizando la cita evangélica referida a Juan el Bautista, como «un hombre enviado por Dios, que se llamaba Juan». Las capitulaciones de la Liga fijaban detalladamente los recursos militares con que había de contribuir cada uno de los participantes. El papa asumió el compromiso de aportar 12 galeras aparejadas y dispuestas, 3000 soldados de infantería y 270 jinetes con sus monturas. También se comprometieron los coaligados a acudir en socorro de cualquiera de los miembros de la Liga que se viese atacado por los turcos, en especial si los territorios en peligro eran los de la Santa Sede. Como cláusula de penalización para quien no atendiese sus obligaciones de confederado, el papa impuso en las estipulaciones la pena de excomunión latae sententiae y el entredicho con pérdida de sus posesiones y liberación del juramento de fidelidad de sus súbditos.

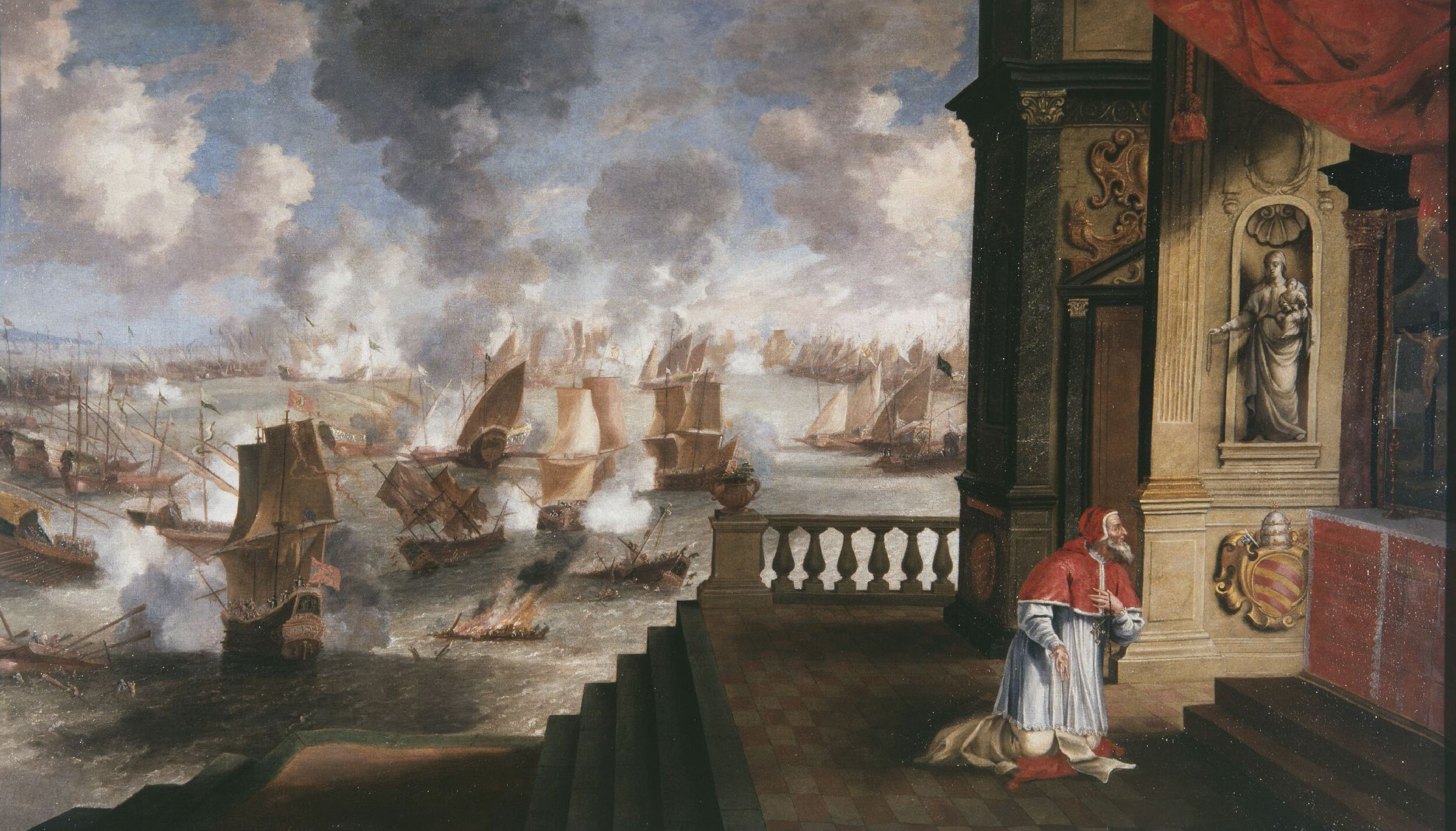
Pío V orando ante la estatua de Santa Catalina durante la Batalla de Lepanto.

En relación con la colonización de América por parte de los reinos europeos, Pío V autorizó el uso de la fuerza (guerra justa) hacia los pueblos indígenas con el fin de combatir los delitos contra la ley natural, que comprendían «matar y comer humanos, idolatría, brujería, embriaguez».

### El arte y las ciencias
En Roma, encargó al pintor Daniele da Volterra que cubriese en parte las figuras trazadas en la Capilla Sixtina por Miguel Ángel, que las había pintado desnudas en su mayoría. En 1567 fundó el Colegio Ghislieri en Pavía, destinado a acoger a estudiantes pobres pero meritorios que comenzaban a estudiar en la Universidad de Pavía.
En julio de 1571, Pío V decretó a la Universidad San Marcos de Lima como Universidad Pontificia, ello durante el gobierno del virrey Francisco Álvarez de Toledo, en el Perú, y el reinado de Felipe II.
En 1567, Pío V promulgó una bula papal, en la que ordenaba que fuesen trasladadas parte de las reliquias de los santos Justo y Pastor desde Huesca a Alcalá de Henares, ciudad de su cuna y martirio. En noviembre de ese mismo año, Felipe II y su hijo el príncipe Carlos, enviaron una carta cada uno dirigida al obispo de Huesca para que cumpliese con lo ordenado por el papa. Así fue como parte de las reliquias de los santos Justo y Pastor fueron remitidas a la ciudad de Alcalá de Henares de la que son patronos los "Santos Niños".

## Fallecimiento
Pío V murió el 1 de mayo de 1572 afectado por un cáncer a los 68 años, unos meses después de que la armada de la Liga Santa obtuviese un gran triunfo en la batalla de Lepanto, en su lucha contra los turcos musulmanes, el 7 de octubre de 1571. Sus restos reposan en la Basílica de Santa María la Mayor.

## Personalidad
En contraste con las medidas en ocasiones drásticas y rígidas que promovió, Pío V era, al parecer, una persona de trato bondadoso y afable, y desde luego muy admirado por sus contemporáneos por su intensa vida espiritual, su austeridad y su piedad.

## En la cultura popular
Las Profecías de san Malaquías se refieren a este papa como Angelus nemorosus o El ángel de los bosques, cita que hace referencia a que su nombre de pila era el de un ángel y a que su lugar de nacimiento fue Bosco (bosque).